# Bernard niemodliński
Bernard (ur. pomiędzy 1374 a 1378, zm. 2 lub 4 kwietnia 1455) – książę niemodliński i strzelecki w latach 1382–1400 razem z braćmi, książę opolski w latach 1396–1400 z Bolkiem IV, od 1400 w wyniku podziału w Niemodlinie i Strzelcach, od 1401 w Oleśnie i Lublińcu, książę prudnicki i głogówecki od ok. 1420 do 1424 r., w latach 1434–1450 w Kluczborku i Byczynie, od 1450 r. usunął się do Olesna.

## Życiorys
Bernard był czwartym pod względem starszeństwa (najmłodszym) synem księcia opolskiego Bolka III i nieznanej bliżej Anny. W chwili śmierci ojca w 1382 r., małoletni Bernard znalazł się pod opieką stryja Władysława Opolczyka i starszych braci Jana Kropidły i Bolka IV. Jako podmiot polityczny, Bernard pojawił się 6 sierpnia 1396, kiedy podczas rozmów pokojowych toczonych pomiędzy Władysławem Jagiełłą a książętami opolskimi Bernard został zaręczony z Jadwigą, córką wojewody krakowskiego Spytka z Melsztyna, będącego jednym z najbliższych współpracowników króla Jagiełły. Projektowane małżeństwo miało być gwarancją, że młodzi Bolkowicze przypilnują starzejącego się Władysława Opolczyka, że ten nie podejmie żadnych wrogich kroków przeciw Polsce. Dodatkowym zabezpieczeniem było zajęcie przez Polskę Lublińca i Olesna z okręgami, które miały wrócić do synów Bolka III dopiero jako wiano córki Spytka.
W 1400 r. nastąpił formalny podział księstwa opolskiego. Bernard otrzymał wówczas Strzelce Opolskie i Niemodlin, do których dołączył rok później po ślubie z Jadwigą Melsztyńską Olesno i Lubliniec. W 1402 r. młody książę niemodliński został doceniony wyborem na przewodniczącego związku stanów śląskich.
W pierwszych latach samodzielnych rządów Bernard starał się prowadzić politykę bliską Polsce i w 1414 r. wziął nawet udział w tzw. "Wojnie głodowej" z zakonem krzyżackim po stronie Władysława Jagiełły. Do zmiany doszło w 1417 r., kiedy z pretensjami wobec książąt opolskich do spadku po stryju Władysławie Opolczyku wystąpili synowie księcia żagańskiego Henryka VIII Wróbla, a wnukowie po matce Katarzynie Opolczyka Jan I i Henryk IX. Spór miał zostać rozstrzygnięty na sądzie lennym w Pradze, gdzie wobec nie stawienia się z nieznanych powodów Bolka IV i Bernarda zapadł 2 lipca 1417 niekorzystny wyrok, zobowiązujący książąt opolskich do zwrotu całości spadku książętom żagańskim. Wyroku zatwierdzonego na początku następnego roku przez króla czeskiego Wacława IV nie wykonano wobec śmierci suwerena rok później i niepokojów wokół obsady tronu w Pradze. W każdym razie przez następne lata, aż do unieważnienia wyroku przez cesarza Zygmunta Luksemburczyka 16 września 1435, Bernard i Bolko IV musieli podjąć ścisłą współpracę z Luksemburgami, nie chcąc, by sprawa spadku po Władysławie Opolczyku wróciła na wokandę.
W 1417 Bernard został rozjemcą w sporze dzieci Spytka z Melsztyna, który wybuchł wokół sprawy posagu dla jednej z córek wojewody księżnej mazowieckiej.
Po śmierci stryjenki wdowy po Władysławie Opolczyku, która nastąpiła pomiędzy 1418 a 1424 r., Bernard zajął wspólnie z bratem Bolkiem IV jej oprawę wdowią, tzn. Głogówek, który pod koniec 1424 r. przekazał swojemu bratankowi (synowi Bolka IV) Bolkowi V Husycie (Wołoszkowi).
Razem ze starszym bratem Bolkiem IV wziął udział w 1423 r. w zainicjowanym przez Zygmunta Luksemburskiego zjeździe w Bratysławie, na którym postanowiono przeprowadzić rozbiór Polski. Za swój akces książęta opolscy mieli otrzymać ziemię sieradzką i część Wielkopolski, jednak wobec ponownego zbliżenia w Kieżmarku pomiędzy Zygmuntem Luksemburgiem a Władysławem Jagiełłą układ ten pozostał tylko na papierze.
Bliskie kontakty z Luksemburgami nie spowodowały zaniedbania przez Bernarda spraw polskich. W 1424 r. książę niemodliński wziął udział w koronacji na królową polski Zofii Holszańskiej i bawił z tej okazji jakiś czas w Krakowie.
Pod koniec lat 20. XV w. Śląskiem wstrząsnęły niepokoje związane z rozwojem ruchu husyckiego. W celu jego zatrzymania Bernard zawarł porozumienie wraz z innym książętami śląskimi z Zygmuntem Korybutowiczem w Strzelinie 14 lutego 1427 r. Do realizacji postanowień wówczas nie doszło na skutek uwięzienia Zygmunta, w związku z czym w 1428 r. Bernard wraz z bratem zawarł z husytami pokój, który jednak nie zapewnił pełnego bezpieczeństwa księstw przez nich dzierżonych. W 1434 r. Bernard, korzystając z panującego na Śląsku zamieszania, wykupił za zgodą książąt brzeskich z rąk husyty Puchały ziemię byczyńską i kluczborską.
W celu ukrócenia walk na pograniczu Śląska i Małopolski w 1434 r. odbył się w Będzinie zjazd panów śląskich i polskich z udziałem m.in. księcia Bernarda i biskupa krakowskiego Zbigniewa Oleśnickiego, gdzie zobowiązano się wspólnymi siłami rozwiązać problem (układ nie załatwił sprawy, a walki podjazdowe toczyły się aż do 1460 r., ze szczególnym nasileniem w latach 40. XV w.).
W 1438 r. wobec wyboru przez stany czeskie z arcybiskupem Janem z Rokycan na czele, 11-letniego królewicza Kazimierza Jagiellończyka na króla czeskiego, Bernard złożył mu hołd lenny, jednak wobec porażki popierającego go stronnictwa i rezygnacji w wyniku tego z tego tytułu królewicza Kazimierza i następnie koronacji Albrechta Habsburga na króla 28 czerwca 1438 roku, na zjeździe wrocławskim w dniu 3 grudnia 1438 r. książę niemodliński uznał władzę Albrechta.
W 1443 r. Bernard wraz z bratankiem Bolkiem V podważył legalność zakupu księstwa siewierskiego przez biskupa krakowskiego Zbigniewa Oleśnickiego. Wywołało to nową wojnę, która toczyła się z przerwami aż do 1452 r., co spowodowało znaczne zniszczenia na pograniczu małopolsko-śląskim (m.in. w latach 1446–1448 udało się wojskom księcia niemodlińskiego opanować Będzin).
Starzejący się i nie posiadający męskiego potomka książę (z małżeństwa z Jadwigą Melsztyńską (zm. 23 października 1424) doczekał się tylko dwóch córek: Jadwigi i Anny, o których losach poza imionami nic nie wiemy) w 1450 r. zdecydował się odstąpić swojemu najstarszemu bratankowi Bolkowi V w zamian za spłacenie swoich długów Niemodlin i Strzelce Opolskie, usuwając się do niewielkiego Olesna. Jednocześnie zrezygnował ze swoich praw do księstwa opolskiego na rzecz drugiego z bratanków Mikołaja I.
Bernard Niemodliński zmarł 2 lub 4 kwietnia 1455, przekazując resztę swojego spadku Bolkowi V. Nie wiadomo gdzie został pochowany.